# Arthur Trouëssart
Pour les articles homonymes, voir Trouessart.
 (octobre 2019).
Arthur Trouëssart est un  architecte, historien et généalogiste français né à Blois le 14 avril 1839 et mort dans la même ville le 22 avril 1919.

## Biographie
D'une vieille famille de la bourgeoisie de Montauban-de-Bretagne, Arthur Trouëssart est le fils de  Jacques Trouëssart, géomètre en chef du cadastre, et de Marie-Antoinette Millochin. Il est le cousin du zoologiste Édouard Louis Trouessart (1842-1927).
Élève de François et de Corot, Arthur Trouëssart sort diplômé d’architecture de l'École nationale supérieure des beaux-arts de Paris. Sous-inspecteur des bâtiments neufs de la Ville de Paris, il collabora à la construction de l’église de la Trinité et du théâtre du Vaudeville. 
Il retourna à Blois après la guerre de 1870.
Il est admis en tant que membre de la Société centrale d'architecture en 1877.
Il transforma le château de Montrion à Cellettes pour le compte d'Octave Noël.
Historien et défenseur du patrimoine blésois, il a collationné de nombreux documents et s’est plongé dans les registres des délibérations municipales pour reconstituer, à travers les menus faits, la vie quotidienne à Blois durant trois siècles. 
Trouëssart milita activement pour la conservation du patrimoine naturel, archéologique et artistique de Blois.

## Le Fonds Trouëssart
Le Fonds Trouëssart de la bibliothèque Abbé-Grégoire de Blois est composé entre autres du fonds de dessins d'architecture et de plans d'urbanisme réalisés par Arthur Trouessart, des albums de paysages de la région, des copies de plans de Blois du XVIIIe siècle, des reproductions de gravures anciennes mises en couleurs, des albums photographiques, de 82 volumes de notes manuscrites portant sur la vie municipale de Blois (délibérations municipales de Blois résumées de 1517 à la Révolution, l'état civil…), la généalogie des familles blésoises sous l’Ancien Régime, incluant l’analyse de tous les actes paroissiaux et la table alphabétique des noms.

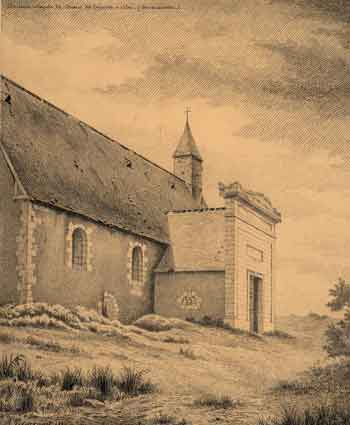
Ancienne chapelle des capucins de Blois, dessin à la plume, 1889.
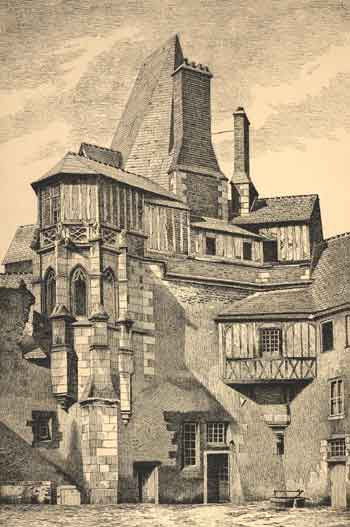
Pavillon Anne de Bretagne à Blois, dessin à la plume, 1890.

## Publications
- La commune de Blois de 1517 à la fin du XVIIIe siècle d'après les registres municipaux, 2 volumes.
- Tableau généalogique de la famille Benoist de La Grandière, 1879